# Elección presidencial de la Unión Soviética de 1990
Una elección presidencial se celebró en la Unión Soviética el 14 de marzo de 1990 para elegir al Presidente del país, cargo que duraba para un período de cinco años. Esta fue la única elección presidencial en la Unión Soviética, ya que el cargo de Presidente de la Unión Soviética se introdujo por iniciativa del Congreso de los Diputados del Pueblo de la Unión Soviética en 1990, y la Unión misma se desintegró el año siguiente. Mijaíl Gorbachov fue el único candidato.
Aunque la Constitución requería que el presidente fuera elegido directamente, se decidió que las primeras elecciones se celebrarían de forma indirecta por el Congreso de Diputados del Pueblo, ya que era necesario que un presidente fuera elegido inmediatamente y los procesos que se estaban desarrollando en el país no dejaban tiempo para la celebración de elecciones.

## Candidatos
El 14 de marzo, durante un pleno del Comité Central del PCUS, Gorbachov, el ministro del Interior Vadim Bakatin y el ex Primer ministro Nikolái Ryzhkov fueron nominados como candidatos presidenciales. Sin embargo, Bakatin y Ryzhkov retiraron sus candidaturas.

## Resultados
En el momento de las elecciones, se llenaron 2245 de los 2250 escaños. Sin embargo, 245 diputados no asistieron al Congreso y otros 122 no votaron.
| Candidato                          | Candidato                          | Resultado | Resultado |
| ---------------------------------- | ---------------------------------- | --------- | --------- |
|                                    | Mijaíl Gorbachov                   | 1329      | 72,9%     |
| En contra                          | En contra                          | 495       | 27,1%     |
| Votos nulos/en blanco              | Votos nulos/en blanco              | 54        | –         |
| Total                              | Total                              | 1878      | 100%      |
| Votantes registrados/participación | Votantes registrados/participación | 2245      | 83,7%     |
| Fuente: BBC                        |                                    |           |           |

## Consecuencias
El día después de las elecciones, Gorbachov asumió el cargo de presidente en una reunión del Congreso de los Diputados del Pueblo.